# 1964年インスブルックオリンピックのイタリア選手団
1964年インスブルックオリンピックのイタリア選手団（1964ねんインスブルックオリンピックのイタリアせんしゅだん）は、1964年1月29日から2月9日までオーストリアのインスブルックで開催された1964年インスブルックオリンピックのイタリア選手団、およびその競技結果。

## 概要
今大会は金メダルはなく、銀メダル1個、銅メダル3個の合計4個のメダルを獲得した。

## メダル
| メダル | 選手名                                                                                | 競技       | 種目        |
| ------ | ------------------------------------------------------------------------------------- | ---------- | ----------- |
| 銀     | セルジオ・ザルディーニ ロマーノ・ボナグーラ                                           | ボブスレー | 男子2人乗り |
| 銅     | ユージェニオ・モンティ セルジオ・ジオーパエス                                         | ボブスレー | 男子2人乗り |
| 銅     | ユージェニオ・モンティ セルジオ・ジオーパエス ベニート・リゴーニ ジルド・ジオーパエス | ボブスレー | 男子4人乗り |
| 銅     | ワルター・アウセンドルファー ジークフリート・マイアー                                 | リュージュ | 男子2人乗り |